# Assassinato de Jeff Machado
O assassinato de Jefferson Machado aconteceu na cidade do Rio de Janeiro no final de janeiro de 2023 e seu corpo foi descoberto em 22 de maio seguinte, enterrado dentro um baú que estava a dois metros de profundidade e coberto com uma grossa camada de concreto.
No dia 1.º de junho de 2023, a Justiça decretou a prisão de Bruno de Souza Rodrigues e Jeander Vinícius da Silva Braga por por homicídio qualificado e ocultação de cadáver. Jeander foi preso em 02 de junho e Bruno, que estava foragido, foi capturado em 15 de junho.
O caso foi tema de reportagens no Fantástico e no Domingo Espetacular de 28 de maio de 2023. "Uma história que não para de impressionar, principalmente por causa dos detalhes de crueldade", disse o apresentador do Domingo Espetacular. Outros programas como o Primeiro Impacto e o Brasil Urgente também deram destaques ao caso.

## Antecedentes

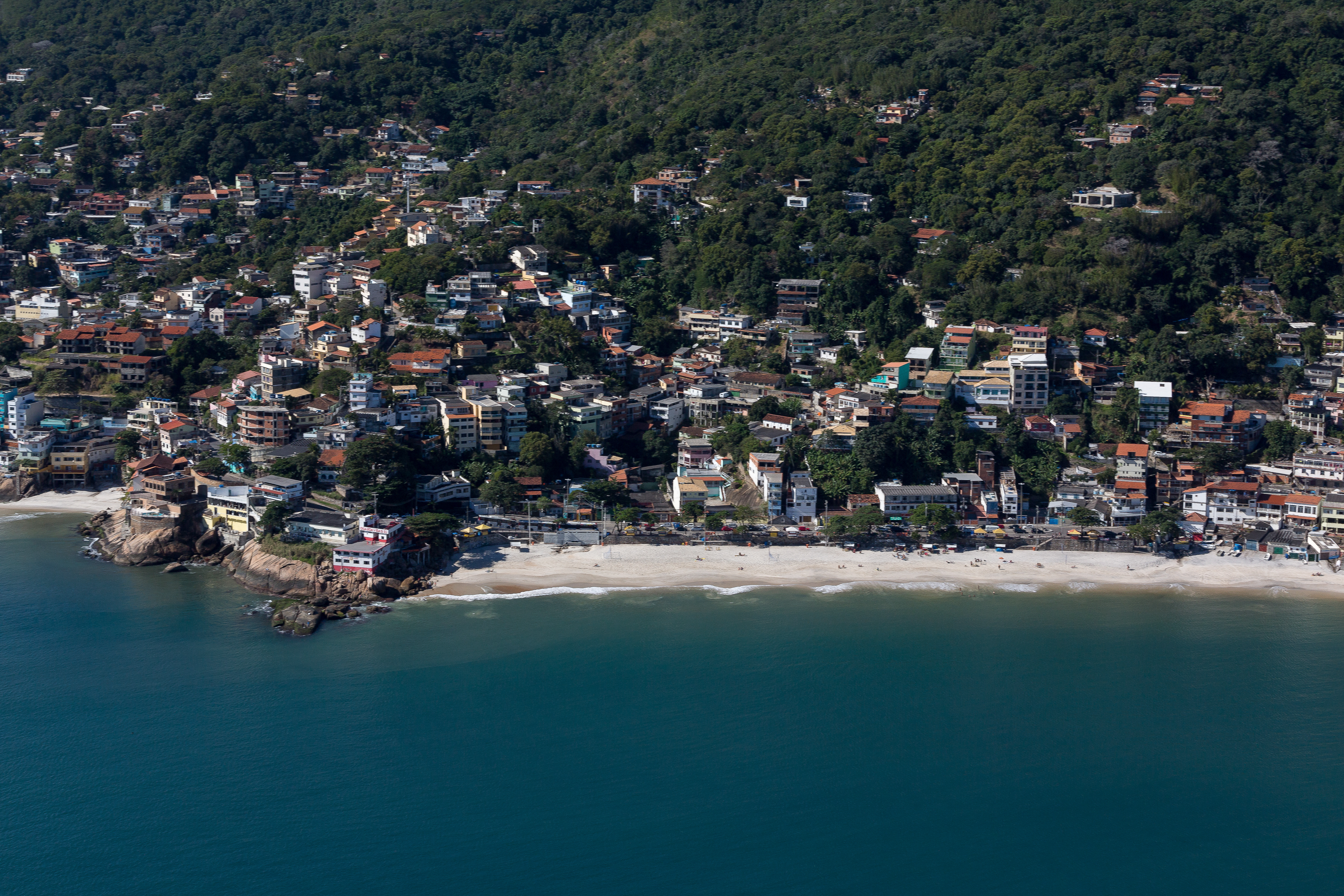
Bairro Guaratiba, na cidade do Rio: Jeff morava nesse bairro e foi morto em sua casa, tendo seu corpo sido posto num baú que foi levado para uma casa no bairro Campo Grande, onde foi enterrado

Jefferson Machado da Costa, mais conhecido como Jeff Machado, nasceu em Araranguá, Santa Catarina, em 19 de janeiro de 1979. Em 1997, se mudou de Santa Catarina para o Rio de Janeiro para tentar a carreira de ator, mas retornou para seu estado natal, especificamente para Florianópolis, em 2008, quando trabalhou como jornalista. Posteriormente, em 2014, voltou para o Rio para tentar novamente a carreira de produtor e ator numa grande emissora e acabou conseguindo um trabalho como coadjuvante na novela Reis, da Record, em 2021–2022. Apaixonado por cães da raça setter, ele tinha oito cachorros na casa onde residia, no bairro de Guaratiba.
Cerca de quatro anos antes de sua morte, Jeff conheceu Bruno, que se apresentava como produtor artístico da Globo, onde de fato havia trabalhado até 2018. Bruno assediava Jeff financeiramente, dizendo que conseguiria um contrato entre o ator e a emissora mediante pagamento.
Em dezembro de 2022, Bruno alugou uma casa na Rua Itueira, no bairro Campo Grande, na Zona Oeste do Rio, a cerca de 20 quilômetros da casa do ator. Ele reformou a residência, aumentando os muros. Um vizinho disse que chegou a ver a vítima no local algumas vezes.
Em janeiro Jeff conheceu Jeander num aplicativo de namoro e o garoto de programa passou a frequentar a casa do ator.

## Crime
Jeff Machado desapareceu no dia 23 de janeiro de 2023. Sua mãe, Maria das Dores, revelou ao Fantástico no dia 28 de maio que Diego, irmão do ator, ainda havia falado com ele no dia 23. "Foi o último dia que ouvimos a voz do Jefferson". "Ele me ligava todo dia", disse a mãe, que começou a estranhar quando passou a receber apenas mensagens de texto. Numa delas estava escrito: "meu telefone caiu na privada" e Maria das Dores desconfiou "privada? Isto não é palavra do Jefferson". Ele também avisou por mensagem que se mudaria para São Paulo para trabalhar e quando a mãe perguntou sobre os cachorros, ele respondeu que iria deixar os animais com amigos. "O Jefferson não ia deixar os cachorros com amigos. Isto não está certo", disse a mãe.
A desconfiança da família aumentou no dia 27, após seus 8 cachorros serem vistos vagando por ruas próximas a sua casa. Eles foram levados por uma ONG que chegou a Jeff e depois a seus familiares através dos chips dos animais.
“Quando eu e a família soubemos como foi que ele tinha desaparecido, a gente já praticamente tinha certeza do que tinha acontecido. (...) A última pessoa que viu ele, que supostamente esteve com ele, nunca deu um apoio quando estávamos à procura do Jeff", disse Cintia Hilsendeger, uma amiga de Jeff e da família, ao programa Melhor da Tarde.
A família foi comunicada em 24 de maio que seu corpo havia sido encontrado.

## Investigações
Como Bruno evitava contato com os familiares do ator, Diego, irmão da vítima, viajou para o Rio de Janeiro. Lá ele registrou a ocorrência, acompanhado do suposto produtor artístico, e descobriu que Bruno estava com as chaves da casa de Jeff. Bruno disse que estava com as chaves a pedido do ator e usou a mesma desculpa para justificar estar com outros bens da vítima.
A Delegacia de Descoberta de Paradeiros (DDPA) iniciou as investigações, e, ao ouvir testemunhas, como a dona da ONG que resgatou os cachorros e era amiga do ator, acabou desconfiando que o desaparecimento não era voluntário. Outra amiga recebeu uma mensagem de um homem que se identificou como Giovani dizendo que Jeff havia abandonado os cachorros, porém ela  também não acreditou na história.
Um dia após o seu desaparecimento, uma postagem realizada no Instagram do ator continha a legenda "Reenergizando. Gratidão!", sendo cercada com diversas hashtags, com o procedimento sendo repetido uma semana depois, no dia 2 de fevereiro, mas agora contendo a legenda "Recomeço. Gratidão!". As postagens levaram a desconfianças dos fãs e de amigos, especialmente pelas respostas em alguns comentários conterem erros ortográficos, o que não era comum segundo pessoas próximas à Jeff. Também na mesma semana, uma suposta carta de despedida foi publicada na conta do ator.
Íntegra do texto:

Não estou bem e preciso seguir em paz. É difícil seguir lutando sozinho, sem o apoio da família e desacreditado por todos. Eu tento, mas o vazio fica cada vez maior e eu preciso ficar em paz. Quero me desculpar com todos que envolvi direta e indiretamente nessa confusão. Quero pedir perdão de todo meu coração pra ti mãe. Eu te amo! Vou ficar em paz agora. Jeff Machado— Um dos acusados que monitorava a conta de Jeff
O corpo do ator foi encontrado na Rua Itueira, Campo Grande, Zona Oeste do Rio, no dia 22 de maio. A vítima tinha sido enterrada e concretada a dois metros de profundidade dentro de um baú, que, segundo descobertas policiais, era igual a um que havia na residência de Jeff, o que aumentou as suspeitas de que o crime tivesse sido cometido por alguém conhecido do ator. O corpo estava em posição fetal, nu, tinha as mãos amarradas acima da cabeça e um fio no pescoço.
A polícia já tinha provas de que Bruno havia extorquido Jeff em 20 mil reais lhe prometendo um papel numa novela na Globo. Segundo Hilsendeger, Jeff tinha descoberto que outras pessoas também haviam sido vítimas de Bruno. "Jeff descobriu que tudo era uma mentira [o contrato com a Globo] e acabou morto", disse a apresentadora do Domingo Espetacular.
"Houve movimentações após o sumiço dele. As chaves da residência e do carros e os cartões estavam com o Bruno", disse o advogado da família, ainda acrescentando que Bruno voluntariamente contratou advogados para acompanhar o caso, o que levantou ainda mais as suspeitas.

### Depoimentos
Os acusados prestaram depoimentos entre 26 e 27 de maio e Bruno inicialmente negou envolvimento. Jeander, no entanto, disse que tinha ajudado a transportar e enterrar o corpo, mas não revelou quem eram as outras pessoas envolvidas. O nome de uma terceira pessoa, que seria um miliciano chamado Marcelo, chegou a ser citado, mas a polícia imedidatamente acreditou que a história tinha sido inventada como estratégia de defesa.
Nos depoimentos ambos também disseram que Jeff teria sido morto durante a gravação de uma cena de conteúdo sexual que seria exibida em portais de pornografia.
Horas após ser preso, no dia 02 de junho, Jeander mudou a versão da história e disse que Bruno havia dopado e matado o ator e que ambos haviam ocultado o cadáver. Ele também mudou a versão sobre a história de gravação da cena de sexo, negando que eles tivessem mantido relações sexuais. No entanto, o laudo do legista confirmou que Jeff foi morto após manter relação sexual.

### Motivação
Para os policiais da DDPA, Bruno matou Jeff após aplicar um golpe no ator.
“O homicídio foi cometido por motivo fútil, pelo emprego da asfixia e por impossibilidade de defesa da vítima, já que os autores deram um suco com alguma substância que o dopou”, explicou a delegada no inquérito

### Ameaça e extorsão de dinheiro
Em 30 de maio de 2024, o programa Linha Direta da TV Globo revelou que Bruno chegou a ameaçar e a extorquir seu próprio companheiro Jeff por cerca de dois anos. Segundo um promotor de justiça do Rio de Janeiro, Bruno fez uma série de extorsões entre 2021 e 2023 enviando mensagens anônimos com fotos manipuladas e, depois, verdadeiras da vítima praticando relações sexuais com outros homens.

## Prisão, julgamento e pena

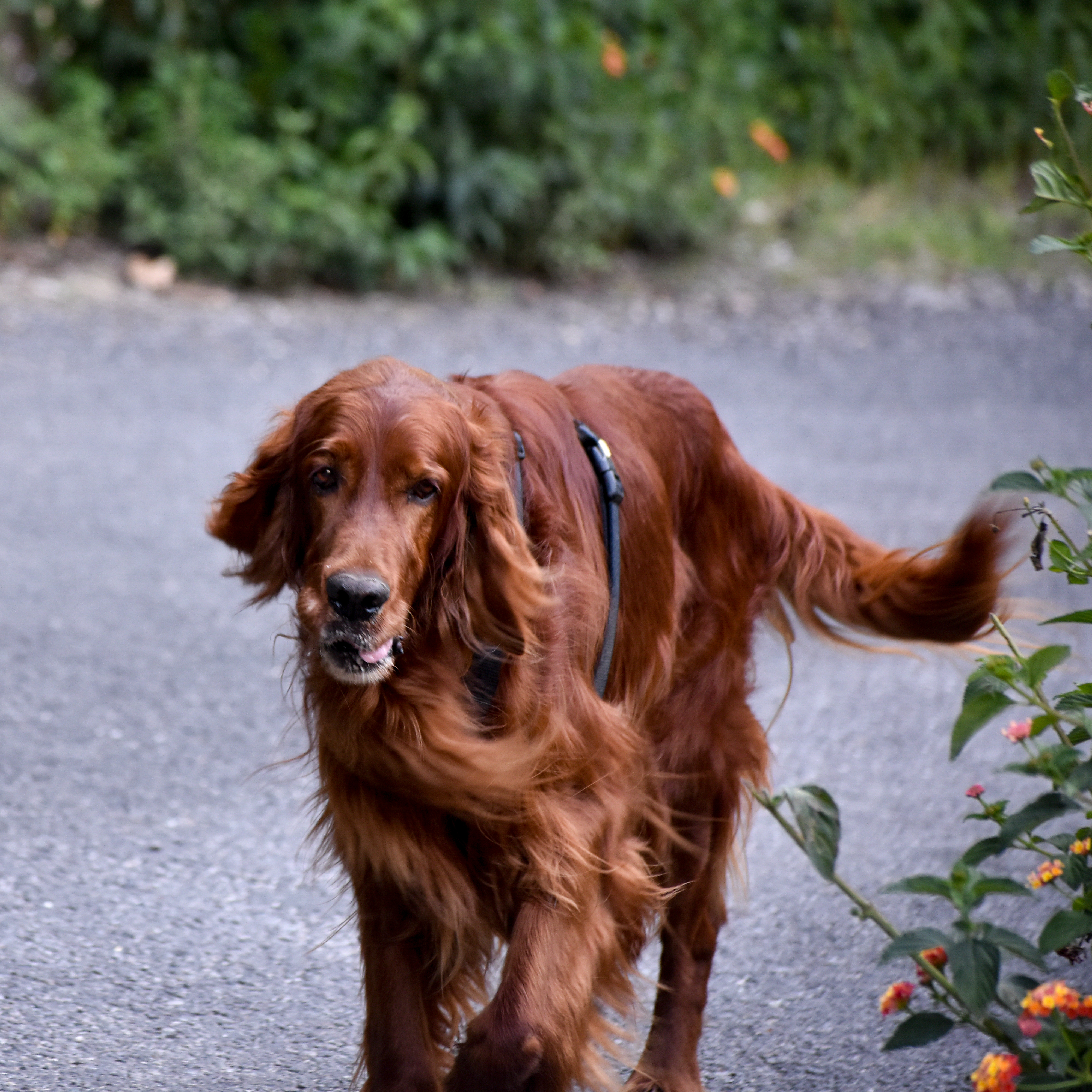
Jeff era dono de oito (08) cães da raça setter e após sua morte os cachorros foram abandonados, primeiro num centro religioso e depois nas ruas; dois morreram. Os três réus respondem pelo crime de maus-tratos a animais (imagem meramente ilustrativa)

No dia 31 de maio, Bruno de Souza Rodrigues e Jeander Vinícius da Silva Braga foram indiciados. No dia 1º de junho o Ministério Público (MP) do Rio de Janeiro pediu a prisão de ambos. Jeander foi preso em 02 de junho no bairro Santíssimo, na Zona Oeste do Rio, depois de tentar fugir.
Bruno ficou foragido e seu nome entrou para a lista da Interpol. Ele foi finalmente encontrado no dia 15 de junho escondido em um prédio no Morro do Vidigal, na Zona Sul do Rio de Janeiro. Ele teria sido delatado por traficantes, segundo o g1, apesar da polícia já o monitorar há 5 dias no local, após ele ter sido localizado por usar uma rede de wi-fi.
No dia 24 de julho, a Polícia Civil do Rio de Janeiro concluiu o inquérito do caso. Bruno, apontado como mentor do crime, foi indiciado por oito crimes e Jeander, por três crimes. Jorge Augusto Barbosa foi indiciado por maus-tratos aos animais.

### Réus
- Bruno de Souza Rodrigues - 37 anos; era conhecido no meio artístico como Bruno Larrubia e havia trabalhado na Rede Globo até 2018; era conhecido de Jeff há quatro anos; responde pelos crimes de homicídio triplamente qualificado, ocultação de cadáver, estelionato tentado (por tentar vender o veículo e residência de Jefferson Machado), estelionato consumado por conseguir extrair da vítima R$ 25 mil após enganá-la prometendo vaga em uma novela, falsa identidade, invasão de computador/redes sociais, furto e maus-tratos de animais”[22][23][20]
- Jeander Vinicius da Silva Braga - 29 anos; pedreiro, padeiro e garoto de programa; frequentava a casa de Jeff há algumas semanas; responde pelos crimes de Homicídio triplamente qualificado, ocultação de cadáver e maus-tratos aos animais[22][20]
- Jorge Augusto Barbosa:  responde ao processo em liberdade; pai-de-santo, dono de um centro religioso localizado no bairro dos Palmares, em Santa Cruz; acusado pelo crime de maus-tratos aos animais (ele recebeu os cachorros no centro, mas com o local não tinha espaço suficiente e ele descuidou da higiene dos animais, a delegada concluiu que ele ajudou a causar intenso sofrimento físico e psicológico aos animais).[20]

### Julgamentos
Em 27 de outubro de 2023, o julgamento dos réus Bruno de Souza Rodrigues e Jeander Vinicius da Silva Braga iniciou com 18 testemnuhas, incluindo a mãe e o irmão de Jeff.
Em 11 de dezembro de 2023, a segunda audiência do caso iniciou com cinco testemunhas.
Em 26 de janeiro de 2024, a terceira audiência do caso iniciou com o depoimento dos mesmos réus e do policial responsável pelo monitoramento de antenas da região.